# Breuscheckschlössel
Le Breuscheckschlössel – littéralement « petit château de Breuscheck » – est une ancienne tour de guet, également connue sous le nom de « Tour du Schloessel », située à Koenigshoffen, dans la banlieue de Strasbourg (Bas-Rhin). Attestée en 1392, protégée au titre des Monuments historiques en 1985, elle accueille aujourd'hui la Maison du Parc naturel urbain (PNU).

## Localisation
Ce bâtiment est situé à Koenigshoffen, chemin du Schloessel, entre la rue de la Rotlach et la rue du Schnokeloch, en contrebas du parvis de l'église protestante Saint-Paul, près du presbytère Saint-Paul, de l'EHPAD Emmaüs Diaconesses Koenigshoffen et du cimetière juif, rue de la Tour. Il est longé par l'un des Muhlbach de Koenigshoffen, rivière qui était autrefois, avant la construction du canal de la Bruche, un bras de la Bruche.

## Historique
En 1804 le professeur de médecine Thomas Lauth l'acquiert et l'agrémente d'un pavillon précédé d'un portique de quatre colonnes ioniques.

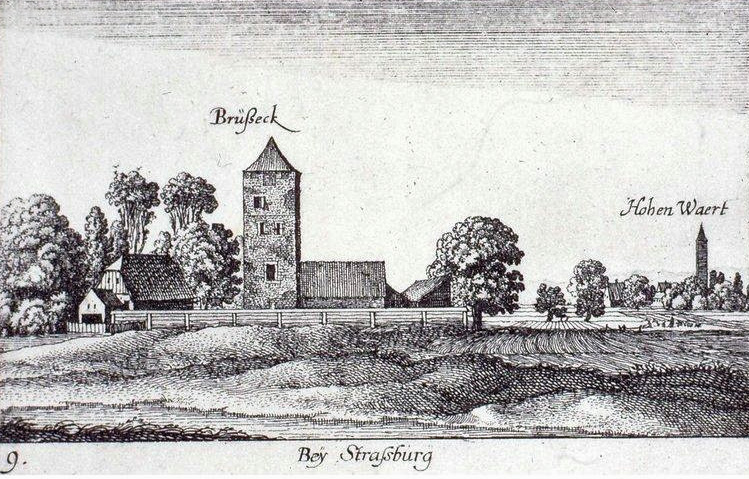
Wenceslas Hollar, XVIIe siècle.
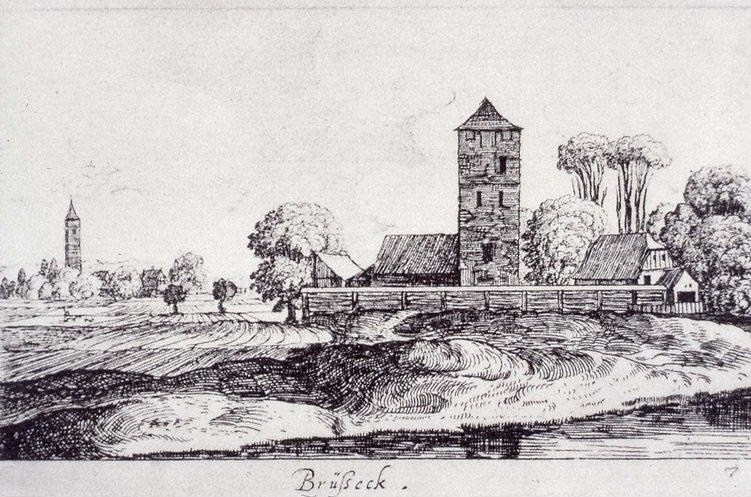
Wenceslas Hollar, XVIIe siècle.
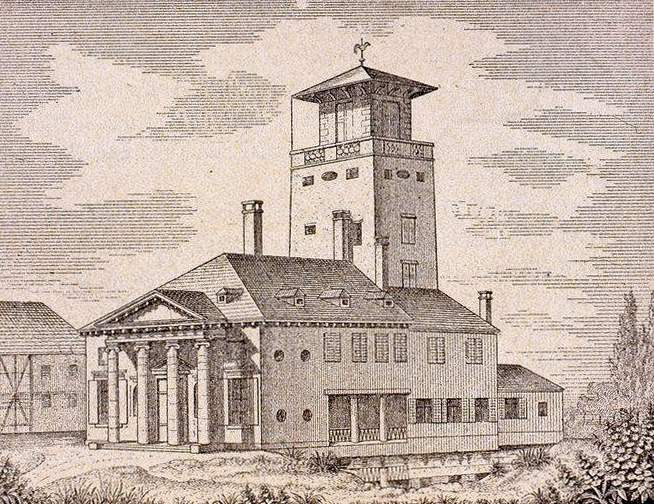
1886.
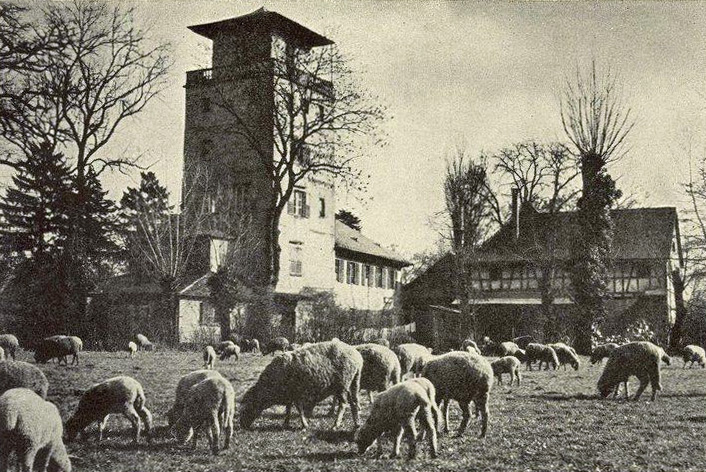
1900.

Les façades, les toitures, le salon du premier étage et la pièce du quatrième étage font l'objet d'une inscription au titre des monuments historiques depuis 1985.